# 霊能バトル
『霊能バトル』（れいのうバトル）は、小山田いくによる日本の漫画作品。単行本は全3巻。『週刊少年チャンピオン』（秋田書店）にて連載された。主人公・芹多実男は、かつて会った初恋の少女を探しながら、いとこで霊能者である五行 彩と共に霊の起こす怪事件や怪現象を解決していく。
なお霊媒のお色気ヒロインとその助手が変態であるという基本設定は後に発表された椎名高志のGS美神 極楽大作戦!!に酷似している。

## あらすじ
芹多実男は五行家に向かう途中、3年前に海岸で出会った少女のことを思い出していた。その少女とは、すぐ仲良くなり遊びまわったが、津波と地震が発生し周囲が大混乱。その際に少女ともはぐれてしまい、そのまま行方知れずとなってしまう。多実男は五行家に着くなり、いきなりいとこの彩に、強引に連れられ霊能者の仕事を手伝わされることになる。

## 主な登場人物
芹多実男（せり たみお）
本作の主人公。通称タミー。彩とはいとこ関係。父親が転勤の多い仕事に就いたため、五行家に世話になることになる。霊能者である彩に半ば強引に助手をやらされたり、霊にとり憑かれたりする（とり憑かれやすい）など気苦労が絶えないが、デタラメに唱えた呪文で悪魔召喚を成功させてしまったり、その悪魔を即興の方法で祓ってしまうなど、霊能者としての素質は高い。3年前に海岸で会った少女を探している。
後年、作家となったらしく「むじな注意報」で彼の著作らしき本（監修は彩）を読むキャラが登場している。
五行彩（ごぎょう さい）
本作のヒロイン。霊感少女と呼ばれている。タミーとはいとこ関係。怒ると霊能力が強くなる。タミーが気絶してる間にうわごとで、3年前に会った少女のことを喋ったのを聞き、それを利用し助手として連れ回す。終盤、とある出来事がきっかけで霊能力が使えなくなってしまう。
千ノ目アンリ（せんのめ アンリ）
水晶玉占いの第一人者。“一緒になれば幸せになる”と占いで熊太郎を騙し、夫（ペット）にするが、悪霊が大暴走したTV出演で懲りて、熊太郎が職を見つけたのを機に専業主婦になる。以降も占いなどで彩たちをサポートする他、自宅が緊急時の避難所として利用された。
千ノ目熊太郎（せんのめ くまたろう）
アンリの夫。かつてはエリート商社員だったが、アンリの“一緒になれば幸せになる”という占いに騙され、ペット同然の扱いをされていた。後に新しい職を見つける。
似たような立場だったことからか、多実男とは仲が良く、自宅に泊まった際には酒を酌み交わす仲（当然ながら中学生に飲酒を勧めるのは道徳上よろしくない）。
北枕仙（きたまくら せん）
彩の恩師の霊能者。彩が唯一頭の上がらない人物。語尾に「ばば」と付ける。信条は「空を観る心と空を抱く魂」。彩が霊能者であることを快く思っていない彩の母親とは犬猿の仲で、彩の母親を面妖ほっぺた女、自身はひょうたんババアと互いに罵りあい、いがみ合っている。終盤、彩が霊能力を使えなくなった事についてタミーに助言を与える。
輪廻（リンネ）
慰霊祭の時に海岸をボダイと共に彷徨っていた半生霊体の少女。彷徨いだしたのはつい最近らしく、自身の名前も元いた場所も覚えていない。純真で心優しい性格。3年前にタミーが海岸で会った少女。タミー達と出会ってからは、タミー達のサポートを行う。
菩提（ボダイ）
慰霊祭の時に海岸をリンネと共に彷徨っていた半生霊体の大柄の男。彷徨いだしたのはつい最近らしく、自身の名前も元いた場所も覚えていない。タミー達と出会ってからは、タミー達のサポートを行う。義理と人情に篤い性格のため、タミーからはクソまじめで体育系の犯罪に詳しい警官だと思われていたが、作品終盤では背に「猫又に火の玉の刺青」があることが明らかとなる。
三途刑事（さんずけいじ）
元々は別の町の刑事で、タミー達の棲む町に捜査で訪れていたが、タミー達が死体を見つけたせいで、左遷される。調子のいい性格だが、何かあるとタミー達に拳銃を突きつける事もある。

### 彩たち一行と敵対関係にある人物とその関係者
ベルフェゴール・トシ
占い師を隠れ蓑にし、催眠術や薬物で客を騙す遣り口でぼろ儲けを企む男。暴力団である飛火組がとある製薬会社から手に入れた幻覚剤をかすめ取って利用していた。
タロ・ユコバック
女の子と会話する大義名分が欲しくて占い師になった男。アンリ曰く「三流」であり、最初は隠れ蓑代わりの表看板だったトシの手下になる。また、「賃貸料が安い」と言う理由で呪われたビルを借りてしまうなど間抜けな性格。
沙門一鬼（しゃもん いっき）
探偵社に勤めており、彩の様子を探らせるためにトシに雇われた。また、奇妙な格好をしては彩たち一行の前に現れていた。
飛火連太郎（ひか れんたろう）
暴力団飛火組組長で亜由の父親。亜由に対しては大甘である。
飛火亜由（ひか あゆ）
連太郎の娘。我が儘な性格。羽子部と共に海に転落し、意識不明の状態で入院している。リンネと瓜二つの容姿。
羽子部剛二（はこべ ごうじ）
暴力団飛火組幹部。傷害事件を起こしている。ある物を車で運んでいる際に海に転落し、意識不明の状態で入院している。ボダイと瓜二つの容姿。